# North Laramie River
Der North Laramie River ist ein etwa 139 km langer, linker Nebenfluss des Laramie River im Südosten von Wyoming in den Vereinigten Staaten. Er durchfließt das Platte- und das Albany County. Sein Quellgebiet liegt im Medicine Bow – Routt National Forest in den Laramie Mountains im nördlichen Albany County. Er fließt zuerst südlich, später in östliche Richtung und mündet etwa 8 Kilometer nördlich von Wheatland in den Laramie River. Der Name des Flusses stammt von Jacques La Ramee, einem franko-kanadischen Pelzhändler, der in den 20er-Jahren des 19. Jahrhunderts in dieser Gegend lebte. 

## Verlauf
Der North Laramie River entspringt in den zentralen Laramie Mountains im Medicine Bow National Forest im Albany County auf einer Höhe von etwa 2400 m, ca. 25 km südwestlich von Esterbrook und 20 km nördlich von Garrett. Von dort fließt er in zunächst in südwestliche Richtung durch den Nationalforst, erhält einige kleinere Nebenflüsse und schlägt weiter flussabwärts einen südlichen Verlauf ein. Der Fluss durchfließt das Toltec Reservoir und wendet sich bald nach Nordosten. Er durchschneidet die Laramie Mountains in mehreren tiefen Canyons und erreicht das Platte County, in dem er in östlichem Verlauf in durch die High Plains fließt. Auf seinen letzten Kilometern unterquert er Interstate 80/U.S. Highway 87, Wyoming Highway 320 sowie die Bahnstrecke der Union Pacific Railroad und erhält mit dem Fish Creek von links seinen längsten Nebenfluss. Nach knapp 139 km mündet der North Laramie River auf einer Höhe von 1368 m bei Uva in den hier nach Osten fließenden Laramie River.

## Hydrologie
Der North Laramie River ist als Nebenfluss des Laramie River Teil des Einzugsgebietes des North Platte River, der über Platte River, Missouri und Mississippi in den Golf von Mexiko entwässert. Das Einzugsgebiet des North Laramie River umfasst ein Gebiet von etwa 1400 km² und grenzt an die Einzugsgebiete von Horseshoe Creek und Cottonwood Creek im Norden, Dry Laramie River und Duck Creek im Süden sowie Little Medicine Bow River im Westen Der mittlere Abfluss am Pegel Wheatland beträgt 1,15 m³/s, die größten Abflüsse finden sich in den Monaten April, Mai und Juni. Im unteren Flussverlauf des North Laramie River zweigen einige Bewässerungskanäle ab.

## Erreichbarkeit
Der North Laramie River Trail beginnt bei N42°12.400, W105°21.400 und führt etwa 8 Kilometer zum Teil sehr steil durch den North Laramie River Canyon am Fluss entlang.